# Heterogonium calcicola
Heterogonium calcicola är en ormbunkeart som beskrevs av Kunio Iwatsuki och M. Kato. Heterogonium calcicola ingår i släktet Heterogonium och familjen Tectariaceae. Inga underarter finns listade.